# Avalon (Californie)
Pour les articles homonymes, voir Avalon (homonymie).
Avalon est une ville du comté de Los Angeles, dans l'État de Californie aux États-Unis. Elle est la seule municipalité de l'île Santa Catalina et le seul établissement permanent des îles Channel. Sa population est de 3 764 habitants, majoritairement mexicano-américaine.

## Géographie
Située sur la côte sud-est de l'île, Avalon est bâtie au fond d'une baie.

## Démographie
| Groupe            | Avalon | Californie | États-Unis |
| ----------------- | ------ | ---------- | ---------- |
| Blancs            | 62,0   | 57,6       | 72,4       |
| Autres            | 30,5   | 17,0       | 6,2        |
| Asiatiques        | 1,3    | 13,1       | 4,8        |
| Métis             | 4,7    | 4,9        | 2,9        |
| Amérindiens       | 0,6    | 1,0        | 0,9        |
| Afro-Américains   | 0,5    | 6,2        | 12,6       |
| Océaniens         | 0,4    | 0,4        | 0,2        |
| Total             | 100    | 100        | 100        |
|                   |        |            |            |
| Latino-Américains | 55,8   | 37,6       | 16,7       |

En 2010, les Mexicano-Américains représentent 51,3 % de la population.
Selon l'American Community Survey, en 2010, 42,35 % de la population âgée de plus de 5 ans déclare parler l'anglais à la maison, 56,76 % déclare parler l'espagnol, 0,43 % le français et 0,46 % une autre langue.
| 1920 | 1930  | 1940  | 1950  | 1960  | 1970  |
| ---- | ----- | ----- | ----- | ----- | ----- |
| 586  | 1 897 | 1 637 | 1 506 | 1 536 | 1 520 |

| 1980  | 1990  | 2000  | 2010  | - | - |
| ----- | ----- | ----- | ----- | - | - |
| 2 022 | 2 918 | 3 127 | 3 728 | - | - |

## Économie
Elle est essentiellement orientée vers le tourisme et les services de transport de la côte. Outre la ville elle-même, les attractions principales sont les nombreux sentiers des collines qui dominent la ville, le Wrigley Memorial et le jardin botanique juste au sud-ouest.

## Urbanisme
Les plus anciens quartiers de la ville situés à proximité de la mer sont dominés par de petites maisons et quelques bâtiments historiques de styles architecturaux traditionnels variés. Il y a aussi quelques immeubles d'habitation blottis et cachés dans les collines.

## Transports
Avalon possède deux aéroports : Avalon Bay Seaplane Base (code AITA : CIB) et Aéroport de Catalina (en) (code AITA : AVX).